# Wilhelm Hetkamp
Wilhelm Hetkamp (* 23. Juni 1913 in Oberhausen; † 31. Januar 1942 in Brandenburg-Görden, Brandenburg) war ein deutscher Zeuge Jehovas und ein Opfer der NS-Justiz.

## Leben und Schicksal
Hetkamp wuchs in Oberhausen auf. Seit jungen Jahren gehörte er der Religionsgemeinschaft der Bibelforscher (später: Zeugen Jehovas) an.
Noch vor dem Zweiten Weltkrieg verweigerte Hetkamp aufgrund seiner strengen religiösen Überzeugungen unter Verweis auf das durch das 5. Gebot des christlichen Dekalogs ausgesprochene Tötungsverbot den Kriegsdienst, zu dem er zum 6. Februar 1939 in Herford einberufen worden war. Er wurde daraufhin vom Gericht der 6. Division in Bielefeld zu einer Gefängnisstrafe von zwei Jahren verurteilt. Nach dem Ende seiner Haftverbüßung 1941 wurde er erneut einberufen. Als er sich erneut weigerte, der Einberufung Folge zu leisten, wurde er abermals verhaftet und vor dem Reichskriegsgericht (RKG) wegen Landesverrats (nicht aber wegen Fahnenflucht, da er sich niemals der Truppe angeschlossen hatte) angeklagt. Am 15. Dezember 1941 wurde er vom RKG zum Tode verurteilt. Er wurde im Zuchthaus Brandenburg hingerichtet.
Später wurden auch Hetkamps Bruder Heinrich Hetkamp († 25. Mai 1943), seine Mutter Auguste Hetkamp sowie sein Schwager Wilhelm Bischoff wegen ihrer Zugehörigkeit zu den Zeugen Jehovas hingerichtet. An Heinrich Hetkamp erinnert heute ein Stolperstein vor dem Gebäude Leuthenstraße 54 in Oberhausen, an Auguste Hetkamp ein Stolperstein vor dem Gebäude Kalkstraße 7.